# Malcus elongatus
Malcus elongatus är en insektsart som beskrevs av Stys 1967. Malcus elongatus ingår i släktet Malcus och familjen Malcidae. Inga underarter finns listade i Catalogue of Life.